# Christian Buchmann

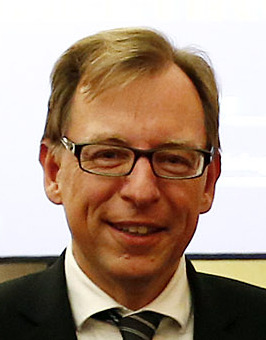
Christian Buchmann (2012)

Christian Buchmann (* 27. September 1962 in Graz) ist ein österreichischer Politiker (ÖVP). Von 2005 bis 2017 war er Landesrat in der Steiermärkischen Landesregierung. Ab der Landtagswahl 2015 war er in der Landesregierung Schützenhöfer I für die Ressorts Wirtschaft, Tourismus, Europa und internationale Angelegenheiten sowie Kultur in der Steiermark zuständig. Mit 25. April 2017 trat Buchmann, nachdem ihm der Doktorgrad wegen Plagiats aberkannt worden war, als Landesrat zurück. Von Mai bis Dezember 2017 war er Abgeordneter zum Landtag Steiermark, von Dezember 2017 bis Dezember 2024 war er vom Landtag Steiermark entsandtes Mitglied des Österreichischen Bundesrates. Von 1. Juli 2020 bis 31. Dezember 2020 war er Vizepräsident der Länderkammer. Im ersten Halbjahr 2021 fungierte er als Präsident des Bundesrates.
Er setzt für die Zeit seiner Präsidentschaft im Bundesrat auf die Rolle der Regionen als Basis der europäischen Entwicklung. Im Sinne seines Vorsitzmottos „Das Gute liegt so nah – Regionen sind die Fundamente Europas“ soll sich ein Jugend-Meeting mit den Erwartungen und Perspektiven der europäischen Jugend mit der Zukunft Europas auseinandersetzen. Darüber hinaus will Buchmann auch die Vertreter der Europaausschüsse aller neun österreichischen Landtage in der Steiermark zusammenbringen.

## Leben und Beruf
Buchmann machte 1981 Matura am Bundesgymnasium Carnerigasse Graz, und anschließend Präsenzdienst. Danach belegte er ein Studium der Betriebswirtschaftslehre an der Karl-Franzens-Universität Graz sowie University of California, Los Angeles (UCLA). 1998 war seine Sponsion zum Magister der Sozial- und Wirtschaftswissenschaften und 2000 erfolgte die (später aberkannte) Promotion zum Doktor der Sozial- und Wirtschaftswissenschaften.
Buchmann übernahm von 1978 bis 1981 Funktionen in der Schülervertretung. In der Zeit zwischen 1987 und 1992 war er Stadtobmann der Jungen ÖVP Graz und von 1990 bis 1993 Bundesfinanzreferent der JVP. Von 1998 bis 2003 war Buchmann im Gemeinderat der Landeshauptstadt Graz als Clubobmannstellvertreter tätig. 2004 übernahm er das Amt des Obmanns des Grazer Wirtschaftsbundes, welcher er bis 2008 blieb. Seit 2007 ist Christian Buchmann Stv. Bundesparteiobmann der ÖVP und seit 2008 Landesgruppenobmann des Steirischen Wirtschaftsbundes.
Er begann seine berufliche Laufbahn 1982 als Landessekretär der Jungen ÖVP Steiermark. Von 1988 bis 1993 war er als Gremialgeschäftsführer, Gewerbe- und Umweltreferent der Sektion Handel der Wirtschaftskammer Steiermark tätig. Im Jahr 1994 trat Buchmann das Amt des Leiters der Bezirksstelle Graz, des BürokratieNotDienstes, des Gründerservices der Wirtschaftskammer Steiermark an, welches er bis 2003 innehatte. In der Zeit von 2002 bis 2003 war er zudem Geschäftsführer der Sparte Information + Consulting der Wirtschaftskammer Steiermark. Christian Buchmann wurde 2003 zum Stadtrat für Wirtschaft, Wissenschaft und Kultur in Graz ernannt. Am 25. Oktober 2005 folgte schließlich die Wahl zum Landesrat für Wirtschaft, Innovation und Finanzen der Steiermark. Nach der Landtagswahl in der Steiermark 2010 wurde Christian Buchmann am 21. Oktober 2010 als Mitglied der Steiermärkischen Landesregierung bestätigt, er erhielt die Ressorts Wirtschaft, Europa und Kultur. Der Finanzbereich ging an Bettina Vollath von der SPÖ.

## Plagiatsvorwurf und Aberkennung des akademischen Grades
Im Juni 2016 wurde gegen seine 2000 an der Universität Graz (Doktorväter: die ÖVP-Mitglieder Gerald Schöpfer und Otto Petrovic) eingereichte Dissertation „Die Wirtschaft im Spannungsfeld von Zentrum und Peripherie. Ansätze zur Rückholung der Kundenkaufkraft in die City am Beispiel der Landeshauptstadt Graz“ von Stefan Weber der Vorwurf erhoben, sie wäre zu zumindest 30 % ein Plagiat aus „Artikeln der Wirtschaftsbund-Zeitung ‚Mut‘, großteils aber aus deutscher Fachliteratur“.
Im April 2017 wurde ihm von der Universität der Grad aberkannt, indem der Promotionsbescheid vom 20. November 2000 aufgehoben wurde. Die studienrechtliche Instanz der Universität Graz stellte „gravierende Verstöße gegen die gute wissenschaftliche Praxis“ in Buchmanns Dissertation fest. Buchmann äußerte dazu: „Ich habe mich entschieden, nicht gegen den vorliegenden Bescheid (der Aufhebung des akademischen Grades) zu berufen. Ich muss einsehen, dass ich vor 17 Jahren […] nicht genau genug gearbeitet habe […]“ Er wolle als Wirtschaftslandesrat jedoch nicht zurücktreten.
Während ihm die ÖVP Steiermark sofort nach Bekanntwerden der Aberkennung des Grades den Rücken stärkte und ihn in seiner Funktion bestätigte, forderte sowohl der Präsident der Universitätenkonferenz, Rektor Oliver Vitouch als auch führende Mitglieder des Wirtschaftsbundes Steiermark, dessen Mitglied Buchmann ist, seinen sofortigen Rücktritt als Landesrat. Diesen kündigte Buchmann schließlich für den 25. April 2017 an. Barbara Eibinger-Miedl folgte ihm als Landesrätin nach, Buchmann übernahm ihr Mandat im Landtag Steiermark. Im Dezember 2017 legte er sein Landtagsmandat zurück und wechselte in den Bundesrat. Als Landtagsabgeordneter folgte ihm Detlev Eisel-Eiselsberg nach. Im Parlament ist Buchmann Mitglied zahlreicher Ausschüsse, etwa des Wirtschaftsausschusses und des Ausschusses für Innovation, Technologie und Zukunft. Seit Mai 2018 ist Buchmann Vorsitzender im EU-Ausschuss des Bundesrates – einem wichtigen Kontrollgremium gemäß dem Vertrag von Lissabon, das auf europäischer Ebene eine Vorreiterrolle übernommen hat. Buchmann übte zudem Funktionen im Europäischen Ausschuss der Regionen aus. Seit 2018 leitet er die Delegation des Bundesrates in der Konferenz der Europaausschüsse (COSAC).